# Liste des diocèses de France sous l'Ancien Régime
 (février 2021).
Si vous disposez d'ouvrages ou d'articles de référence ou si vous connaissez des sites web de qualité traitant du thème abordé ici, merci de compléter l'article en donnant les références utiles à sa vérifiabilité et en les liant à la section « Notes et références ».
La liste ci-dessous répertorie les diocèses de France avant les modifications apportées par la Constitution civile du Clergé, en 1790.
Dans la liste ci-dessous, des diocèses sont situés à l'étranger. Ils sont mentionnés ici car ils relevaient d'une province ecclésiastique française, ou avaient des paroisses en France. Ainsi, les diocèses dont le nom est précédé d'une étoile (*) sont ceux qui, situés à l'étranger, ont des paroisses françaises sous leur juridiction. Les diocèses dont le nom est précédé de deux étoiles (**) sont entièrement étrangers en 1790. Les diocèses dont le nom est précédé d'un degré (°) sont ceux qui, situés dans le royaume de France, possèdent des paroisses hors du royaume en 1790. Les évêchés dont les noms ne sont pas en gras ont été supprimés avant 1790.

Numérotation des provinces ecclésiastiques par rapport au tableau ci-dessous

Numérotation des diocèses par rapport aux tableaux ci-dessous

## Chronologie des diocèses
Lors de grandes réformes territoriales comme celle de 1317 ou celle de 1559, de nombreux diocèses apparaissent et de nouvelles provinces ecclésiastiques sont créées.

Chronologie des diocèses de France (selon les frontières de 1789)
Diocèses avant 1295
Diocèses en 1295
Diocèses en 1317
Diocèses en 1475
Diocèses en 1559
Diocèses en 1563
Diocèses en 1622
Diocèses en 1648
Diocèses en 1678
Diocèses en 1687
Diocèses en 1692
Diocèses en 1697
Diocèses en 1731
Diocèses en 1742
Diocèses en 1777
Diocèses en 1779

## Provinces ecclésiastiques françaises

### I - Aix
La province ecclésiastique d'Aix était réputée correspondre à la Narbonnaise seconde (provincia narbonensis secunda). La province fut détachée de celle d'Arles au concile de Francfort (794).
| N° | Nom de l'évêché          | Siège                              | Localisation | Fondation                        | Suppression                          | Territoire | Notes                                                                        |
| -- | ------------------------ | ---------------------------------- | ------------ | -------------------------------- | ------------------------------------ | --- | ---------------------------------------------------------------------------- |
| 1  | ° Aix Aquensis in Gallia | Aix-en-Provence                    |              | IIIe siècle métropolitain en 794 |                                      | Correspondait à la civitas Aquensis antique, plus le sud Luberon.                                              | Titre civil : président-né des États de Provence Liste des archevêques d'Aix |
| 2  | Apt Aptensis             | Apt                                |              | IIIe siècle                      | 1801 (rattaché au diocèse d'Avignon) | Correspondait à la civitas Aptensis (cité des Albiques) antique, moins le plateau d'Albion.                    | Titre civil : prince d'Apt Liste des évêques d'Apt                           |
| 3  | Fréjus Foro Juliensis    | Fréjus                             |              | IVe siècle                       |                                      | Correspondait à la civitas Forojuliensis antique.                                                              | Liste des évêques de Fréjus                                                  |
| 4  | Gap Vapincensis          | Gap                                |              | Ve siècle                        |                                      | Correspondait à la civitas Vapincensis antique.                                                                | Titre civil : comte de Gap Liste des évêques de Gap                          |
| 5  | Riez Reiensis            | Riez                               |              | IIIe siècle                      | 1801 (rattaché au diocèse de Digne)  | Correspondait à la civitas Reiensis antique.                                                                   | Liste des évêques de Riez                                                    |
| 6  | Sisteron Sistaricensis   | Sisteron, Forcalquier (XIe siècle) |              | VIe siècle                       | 1801 (rattaché au diocèse de Digne)  | Correspondait à la civitas Siseterones antique, plus une partie enclavée dans l'actuel département de la Drôme | Liste des évêques de Sisteron                                                |

### II - Albi
| N° | Nom de l'évêché    | Siège                           | Localisation | Fondation                            | Suppression (Rattachement) | Territoire                                                               | Notes                                                              |
| -- | ------------------ | ------------------------------- | ------------ | ------------------------------------ | -------------------------- | ------------------------------------------------------------------------ | ------------------------------------------------------------------ |
| 7  | ALBI Albiensis     | Albi (Cathédrale Sainte-Cécile) |              | IIIe siècle Métropolitain en 1678    |                            | Ancienne cité des Albienses moins la partie sud (diocèse de Castres)     | Liste des évêques et archevêques d'Albi                            |
| 8  | Cahors Cadurcensis | Cahors                          |              | IIIe siècle                          |                            | Correspondait à la cité des Cadurques.                                   | Titre civil : baron et comte de Cahors Liste des évêques de Cahors |
| 9  | Castres Castrensis | Castres                         |              | 1317 (Partition du diocèse d'Albi)   | 1801 (diocèse d'Albi)      |                                                                          | Liste des évêques de Castres                                       |
| 10 | Mende Mimatensis   | Javols (avant 951) Mende        |              | IIIe siècle                          |                            | Correspondait à la cité des Gabales.                                     | Titre civil : comte de Gévaudan Liste des évêques de Mende         |
| 11 | Rodez Ruthenensis  | Rodez                           |              | Ve siècle                            |                            | Correspondait au territoire de la cité des Ruthènes, moins la partie sud | Titre civil : comte de Rodez Liste des évêques de Rodez            |
| 12 | Vabres Vabrensis   | Vabres-l'Abbaye                 |              | 1317 (partition du diocèse de Rodez) | 1801 (diocèse de Rodez)    |                                                                          | Titre civil : comte de Vabres Liste des évêques de Vabres          |

### III - Arles
Si la date de la fondation de l'archidiocèse d'Arles est inconnue, sa création remonte toutefois au tout début de l'implantation de l'Église en Gaule. Ainsi une légende raconte que vers 220-240, saint Trophime aurait été le premier prélat de la cité. Plus probant, une correspondance papale de 254 mentionne l'évêque Marcianus, ce qui en fait à ce jour le premier évêque d'Arles.
En 794, au concile de Francfort, l'archidiocèse d'Arles est démembré une première fois : il est éclaté en trois, les diocèses d'Embrun et d'Aix devenant indépendants. À la fin du Moyen Âge, à la mort de l'archevêque d'Arles Philippe de Lévis (1475), le pape Sixte IV réduit une seconde fois l'archidiocèse d'Arles : il détache le diocèse d'Avignon de la province d'Arles.
Cet archevêché disparaît à la Révolution. Le 12 juillet 1790, l'Assemblée nationale décide en effet d'abolir le siège archiépiscopal d'Arles ainsi que son chapitre. Deux ans plus tard, en septembre 1792, le dernier archevêque d'Arles, Jean Marie du Lau est exécuté aux Carmes (Paris).
Finalement, cet archevêché est rattaché à celui d'Aix en 1801.
| N° | Nom de l'évêché           | Siège                     | Localisation | Fondation   | Suppression (Rattachement)            | Territoire                   | Notes                                                                                     |
| -- | ------------------------- | ------------------------- | ------------ | ----------- | ------------------------------------- | ---------------------------- | ----------------------------------------------------------------------------------------- |
| 13 | ARLES Arelatensis         | Arles                     |              | IIe siècle  | 1801 (diocèse d'Aix)                  | Ancienne Civitas Arelatensis | Titres civils : prince de Salon, prince de Mondragon Liste des archevêques d'Arles        |
| 14 | Marseille Massiliensis    | Marseille                 |              | IIIe siècle | 1801 (diocèse d'Aix) rétabli en 1822. |                              | Liste des évêques de Marseille                                                            |
| 15 | ° Orange Arausicana       | Orange                    |              | IIIe siècle | 1801 (diocèse d'Avignon)              |                              | Liste des évêques d'Orange                                                                |
| 16 | Tricastin Tricastrinensis | Saint-Paul-Trois-Châteaux |              | IVe siècle  | 1801 (diocèse de Valence)             |                              | Uni au diocèse d'Orange de 830 à 1113. Titre civil : comte Liste des évêques de Tricastin |
| 17 | Toulon Tolonensis         | Toulon                    |              | IVe siècle  | 1801 (diocèse de Fréjus)              |                              | Liste des évêques de Toulon                                                               |

### IV - Auch
La province ecclésiastique d'Auch était réputée correspondre à l'Aquitaine troisième ou Novempopulanie (provincia novempopulana), province présidiale créée à partir de la partie méridionale de l'Aquitaine ou Aquitaine proprement dite.
Elle recouvrait le Béarn et le Pays basque français (Basse-Navarre, Labourd et Soule) ainsi que la majeure partie de la Gascogne.
| N° | Nom de l'évêché         | Siège                       | Localisation | Fondation                                | Suppression                            | Territoire                               | Notes                                                                                                 |
| -- | ----------------------- | --------------------------- | ------------ | ---------------------------------------- | -------------------------------------- | ---------------------------------------- | --- |
| 18 | AUCH Auxitana           | Auch                        |              | VIe siècle Métropolitain en 879          |                                        | Correspondait à la cité des Ausques.     | liste des archevêques d'Auch                                                                          |
| 19 | Aire Aturensis          | Aire-sur-l'Adour            |              | Ve siècle                                |                                        | Correspondait à la cité des Tarusates.   | liste des évêques d'Aire                                                                              |
| 20 | Bayonne Baionensis      | Bayonne                     |              | XIe siècle (partition du diocèse de Dax) |                                        |                                          | liste des évêques de Bayonne                                                                          |
| 21 | Bazas Vasatensis        | Bazas                       |              | IIIe siècle                              |                                        | Correspondait à la cité des Vasates.     | liste des évêques de Bazas                                                                            |
| 22 | ° Comminges Convenarum  | Saint-Bertrand-de-Comminges |              | Ve siècle                                | 1801 (rattaché au diocèse de Toulouse) | Correspondait à la cité des Convènes.    | liste des évêques de Comminges                                                                        |
| 23 | Couserans Conseranensis | Saint-Lizier                |              | Ve siècle                                | 1801 (rattaché au diocèse de Pamiers)  | Correspondait à la cité des Consoranni.  | liste des évêques de Couserans                                                                        |
| 24 | Dax Aquae Augustae      | Dax                         |              | VIe siècle                               | 1801 (rattaché au diocèse d'Aire)      | Correspondait à la cité des Tarbelles.   | liste des évêques de Dax                                                                              |
| 25 | Eauze Elusana           | Eauze                       |              | IVe siècle métropolitain jusqu'en 879    | 879 (fusionné avec le diocèse d'Auch)  | Correspondait à la cité des Elusates.    | liste des évêques d'Eauze                                                                             |
| 26 | Lectoure Lectoriensis   | Lectoure                    |              | IVe siècle                               | 1801 (rattaché au diocèse d'Auch)      | Correspondait à la cité des Lactorates.  | liste des évêques de Lectoure                                                                         |
| 27 | Lescar Lascurrensis     | Lescar                      |              |                                          | 1801 (rattaché au diocèse de Bayonne)  | Correspondait à la cité des Benearni.    | Titres civils : premier-baron de Béarn et président-né des États du Béarn liste des évêques de Lescar |
| 28 | Oloron Olorensis        | Oloron-Sainte-Marie         |              | Ve siècle                                | 1801 (rattaché au diocèse de Bayonne)  | Correspondait à la cité des Iluronenses. | liste des évêques d'Oloron                                                                            |
| 29 | Tarbes Tarbiensis       | Tarbes                      |              | IVe siècle                               |                                        | Correspondait à la cité des Biguerres.   | liste des évêques de Tarbes                                                                           |

### V - Besançon
La province ecclésiastique de Besançon était réputée correspondre à la Séquanaise (provincia maxima sequanorum).
| N° | Nom de l'évêché                  | Siège                                                               | Localisation | Fondation                                            | Suppression (Rattachement) | Territoire | Notes |
| -- | -------------------------------- | ------------------------------------------------------------------- | ------------ | ---------------------------------------------------- | -------------------------- | ---------- | --- |
| 30 | ° BESANCON Bisuntina             | Besançon                                                            |              | IIIe siècle Métropolitain depuis le IVe siècle       |                            |            | Titre civil : prince du Saint-Empire liste des archevêques de Besançon Son clergé était "réputé étranger" |
| 31 | * Bâle (Suisse) Basileensis      | Augusta Raurica (av.400) Bâle (v.400-1526) Porrentruy (depuis 1526) |              | 346                                                  |                            |            | La partie sud de l'Alsace relevait de ce diocèse liste des évêques de Bâle                                |
| 32 | Belley Bellicensis               | Nyon Belley                                                         |              | Ve siècle                                            |                            |            | liste des évêques de Belley Son clergé était "réputé étranger"                                            |
| 33 | * Lausanne (Suisse) Lausannensis | Lausanne                                                            |              | 581                                                  |                            |            | Deux paroisses du Doubs relevaient de ce diocèse liste des évêques de Lausanne                            |
| 34 | Saint-Claude Condatensis         | Saint-Claude                                                        |              | 1742 (partition des diocèses de Lyon et de Besançon) |                            |            | liste des évêques de Saint-Claude                                                                         |

### VI - Bordeaux
La province ecclésiastique de Bordeaux était réputée correspondre à l'Aquitaine seconde (provincia aquitanica secunda), province présidiale créée par l'empereur Valentinien Ier, à partir de la partie occidentale de l'Aquitaine.
| N° | Nom de l'évêché           | Siège                                            | Localisation | Fondation                                                                                          | Suppression (Rattachement)    | Territoire                                       | Notes                                                            |
| -- | ------------------------- | ------------------------------------------------ | ------------ | -------------------------------------------------------------------------------------------------- | ----------------------------- | ------------------------------------------------ | ---------------------------------------------------------------- |
| 35 | BORDEAUX Burdigalensis    | Bordeaux                                         |              | IIIe siècle                                                                                        |                               | Correspondait à la cité des Bituriges Vivisques. | liste des archevêques de Bordeaux                                |
| 36 | Agen Agennensis           | Agen                                             |              | IVe siècle                                                                                         |                               | Correspondait à la cité des Nitiobroges.         | Titre civil : comte liste des évêques d'Agen                     |
| 37 | Angoulême Engolismensis   | Angoulême                                        |              | IIIe siècle                                                                                        |                               | Correspondait à la cité des Agésinates (?).      | liste des évêques d'Angoulême                                    |
| 38 | Condom Condomiensis       | Condom                                           |              | 1317 (partition du diocèse d'Agen)                                                                 | 1801 (diocèse d'Auch)         |                                                  | liste des évêques de Condom                                      |
| 39 | Luçon Lucionensis         | Luçon                                            |              | 1317 (partition du diocèse de Poitiers)                                                            |                               |                                                  | Titre civil : baron liste des évêques de Luçon                   |
| 40 | Périgueux Petrocoricensis | Périgueux                                        |              | IIIe siècle                                                                                        |                               | Correspondait à la cité des Pétrocores.          | liste des évêques de Périgueux                                   |
| 41 | Poitiers Pictaviensis     | Poitiers                                         |              | IIIe siècle                                                                                        |                               | Correspondait à la cité des Pictons.             | liste des évêques de Poitiers                                    |
| 42 | La Rochelle Rupellensis   | Maillezais (1317-1587) La Rochelle (depuis 1648) |              | 1317 (division du diocèse de Poitiers) 1648 (ajout de sa partie sud, depuis le diocèse de Saintes) |                               |                                                  | liste des évêques de Maillezais liste des évêques de La Rochelle |
| 43 | Saintes Xanctonensis      | Saintes                                          |              | IIIe siècle                                                                                        | 1801 (diocèse de La Rochelle) | Correspondait à la cité des Santons.             | liste des évêques de Saintes                                     |
| 44 | Sarlat Sarlatensis        | Sarlat-la-Canéda                                 |              | 1317 (partition du diocèse de Périgueux)                                                           | 1801 (diocèse de Périgueux)   |                                                  | Titre civil : baron liste des évêques de Sarlat                  |

### VII - Bourges
La province ecclésiastique de Bourges était réputée correspondre à l'Aquitaine première (provincia aquitanica prima), créée par l'empereur Valentinien Ier à partir de la partie orientale de l'Aquitaine.
| N° | Nom de l'évêché          | Siège            | Localisation | Fondation                               | Suppression | Territoire                                   | Notes                                                                         |
| -- | ------------------------ | ---------------- | ------------ | --------------------------------------- | ----------- | -------------------------------------------- | ----------------------------------------------------------------------------- |
| 45 | BOURGES Bituricensis     | Bourges          |              | IIIe siècle                             |             | Correspondait à la cité des Bituriges Cubes. | Titre ecclésiastique : primat des Aquitaines liste des archevêques de Bourges |
| 46 | Clermont Claromontana    | Clermont-Ferrand |              | IIIe siècle                             |             | Correspondait à la cité des Arvernes.        | liste des évêques de Clermont                                                 |
| 47 | Limoges Lemovicensis     | Limoges          |              | IIIe siècle                             |             | Correspondait à la cité des Lémovices.       | liste des évêques de Limoges                                                  |
| 48 | Saint-Flour Sancti Flori | Saint-Flour      |              | 1317 (partition du diocèse de Clermont) |             |                                              | liste des évêques de Saint-Flour                                              |
| 49 | Tulle Tutelensis         | Tulle            |              | 1317 (partition du diocèse de Limoges)  |             |                                              | Titre civil : vicomte liste des évêques de Tulle                              |

### VIII - Cambrai
La province ecclésiastique de Cambrai fut créée en 1559, par le pape Paul IV, par partition de celle de Reims.
Archidiocèse érigé en 1560. Arras, Thérouanne et Tournai ont été auparavant suffragants de l'archidiocèse de Reims. L'évêque saint Waast a en effet été envoyé par Saint Remi de Reims pour redresser l'évêché d'Arras.
| N° | Nom de l'évêché         | Siège              | Localisation | Fondation                                                                              | Suppression (Rattachement)                                     | Territoire | Notes |
| -- | ----------------------- | ------------------ | ------------ | -------------------------------------------------------------------------------------- | -------------------------------------------------------------- | ---------- | --- |
| 50 | ° CAMBRAI Cameracensis  | Cambrai            |              | 580 (transfert du siège d'Arras à Cambrai) Métropolitain en 1559                       |                                                                |            | Anciennement suffragant de Reims Titres civils : duc de Cambrai ; comte du Cambrésis liste des évêques de Cambrai |
| 51 | Arras Atrebatensis      | Arras              |              | 499 1094 (division du diocèse de Cambrai)                                              | 580-1094 (uni au diocèse de Cambrai)                           |            | Anciennement suffragant de Reims liste des évêques d'Arras                                                        |
| 52 | ** Namur Namurcensis    | Namur              |              | 1559 (partition du diocèse de Liège)                                                   |                                                                |            | |
| 53 | Saint-Omer Audomarensis | Saint-Omer         |              | 1559 (division du diocèse de Thérouanne)                                               | 1801 (diocèse d'Arras)                                         |            | liste des évêques de Saint-Omer                                                                                   |
| 54 | * Tournai Tornacensis   | Tournai (Belgique) |              | VIe siècle (partition du diocèse de Noyon) 1146 (division du diocèse de Noyon-Tournai) | Uni au diocèse de Noyon en 614 ou 627 ; séparé de lui en 1146. |            | Anciennement suffragant de Reims liste des évêques de Tournai                                                     |

### IX - Embrun
La province ecclésiastique d'Embrun était réputée correspondre aux Alpes-Maritimes (provincia alpium maritimarum).
| N° | Nom de l'évêché          | Siège                                        | Localisation | Fondation                                                   | Suppression                          | Territoire | Notes                                                          |
| -- | ------------------------ | -------------------------------------------- | ------------ | ----------------------------------------------------------- | ------------------------------------ | ---------- | -------------------------------------------------------------- |
| 55 | EMBRUN                   | Embrun                                       |              | IVe siècle Métropolitain en 794                             | 1801 (rattaché au diocèse de Gap)    |            | Titre civil : prince liste des évêques et archevêques d'Embrun |
| 56 | Digne Diniensis          | Digne-les-Bains                              |              | IVe siècle                                                  |                                      |            | liste des évêques de Digne                                     |
| 57 | ° Glandèves Glandatensis | Glandèves Entrevaux (depuis le XIe siècle)   |              | Ve siècle                                                   | 1801 (rattaché au diocèse de Digne)  |            | liste des évêques de Glandèves                                 |
| 58 | Grasse Grassensis        | Antibes (jusqu'en 1244) Grasse (depuis 1244) |              | IVe siècle                                                  | 1801 (rattaché au diocèse de Fréjus) |            | liste des évêques d'Antibes puis de Grasse                     |
| 59 | ** Nice Nicensis         | Nice                                         |              | IIIe siècle                                                 |                                      |            | Titre civil : comte de Drap liste des évêques de Nice          |
| 60 | Senez Senecensis         | Senez                                        |              | VIe siècle (union des diocèses de Castellane et Eturamina). | 1801 (rattaché au diocèse de Digne)  |            | liste des évêques de Senez                                     |
| 61 | Vence Venciensis         | Vence                                        |              | Ve siècle                                                   | 1801 (rattaché au diocèse de Fréjus) |            | Titre civil : baron liste des évêques de Vence                 |

### X - Lyon
La province ecclésiastique de Lyon était réputée correspondre à la Lyonnaise première (provincia lugdunensis prima), province consulaire.
| N° | Nom de l'évêché       | Siège            | Localisation | Fondation                           | Suppression (rattachement) | Territoire | Notes                                                                                      |
| -- | --------------------- | ---------------- | ------------ | ----------------------------------- | -------------------------- | --- | ------------------------------------------------------------------------------------------ |
| 62 | LYON Lugdunensis      | Lyon             |              | IIe siècle                          |                            | | Titre ecclésiastique : primat des Gaules Titre civil : comte liste des archevêques de Lyon |
| 63 | Autun Augustodunensis | Autun            |              | IIIe siècle                         |                            | | Titre civil : "président-né" des Etats de Bourgogne liste des évêques d'Autun              |
| 64 | Chalon Cabilonensis   | Chalon-sur-Saône |              | IVe siècle                          | 1801 (diocèse d'Autun)     | | Titre civil : comte liste des évêques de Chalon-sur-Saône                                  |
| 65 | Dijon Divionensis     | Dijon            |              | 1731 Division du diocèse de Langres |                            | Ancien archidiaconé de Dijon dans le diocèse de Langres, moins le doyenné de Grancey et quelques paroisses de celui de Fouvent. | liste des évêques de Dijon                                                                 |
| 66 | Langres Lingonensis   | Langres          |              | IVe siècle                          |                            | Initial : territoire de la cité des Lingons. Amputé de sa partie sud-est en 1731.                                               | Titres civils : duc et pair de France liste des évêques de Langres                         |
| 67 | Mâcon Matisconensis   | Mâcon            |              | IVe siècle                          | 1801 (diocèse d'Autun)     | | Titre civil : comte liste des évêques de Mâcon                                             |

### XI - Narbonne
La province ecclésiastique de Narbonne était réputée correspondre à la Narbonnaise première (provincia narbonensis prima).
Jusqu'en 1318, date de la création de la province ecclésiastique de Toulouse par le pape Jean XXII, l'évêché de Toulouse était suffragant de l'archevêché de Narbonne.
| N° | Nom de l'évêché                                   | Siège                                                              | Localisation | Fondation                                  | Suppression (rattachement)    | Territoire | Notes |
| -- | ------------------------------------------------- | ------------------------------------------------------------------ | ------------ | ------------------------------------------ | ----------------------------- | ---------- | --- |
| 68 | NARBONNE Narbonensis                              | Narbonne                                                           |              | IVe siècle                                 | 1801 (diocèse de Carcassonne) |            | liste des archevêques de Narbonne |
| 69 | Agde Agathensis                                   | Agde                                                               |              | IVe siècle (partition du diocèse de Nîmes) | 1801 (diocèse de Montpellier) |            | Titre civil : comte liste des évêques d'Agde |
| 70 | Alais Alesiensis                                  | Alès                                                               |              | 1692 (partition du diocèse de Nîmes)       | 1801 (diocèse de Nîmes)       |            | liste des évêques d'Alès |
| 71 | Alet Aletensis                                    | Alet-les-Bains                                                     |              | 1318 (partition du diocèse de Narbonne)    | 1801 (diocèse de Carcassonne) |            | Fait suite à l'éphémère diocèse de Limoux, érigé en 1317 Titre civil : comte liste des évêques d'Alet                                                    |
| 72 | Béziers Biterrensis                               | Béziers                                                            |              | Ve siècle                                  | 1801 (diocèse de Montpellier) |            | liste des évêques de Béziers |
| 73 | Carcassonne Carcassonensis                        | Carcassonne                                                        |              | 533                                        |                               |            | liste des évêques de Carcassonne |
| 74 | Lodève Lotevensis                                 | Lodève                                                             |              | Ve siècle                                  | 1801 (diocèse de Montpellier) |            | Titre civil : comte de Montbron liste des évêques de Lodève                                                                                              |
| 75 | Montpellier Montis Pessulani                      | Maguelone Substantion (IXe – XIe siècle) Montpellier (depuis 1556) |              | Ve siècle                                  |                               |            | Titres civils : comte de Melguel ; président-né des États du Languedoc liste des évêques de Maguelonne liste des évêques puis archevêques de Montpellier |
| 76 | Nîmes Nemausensis                                 | Nîmes                                                              |              | IVe siècle                                 |                               |            | liste des évêques de Nîmes |
| 77 | Elne Elnensis                                     | Elne Perpignan (depuis 1602)                                       |              | VIe siècle                                 |                               |            | liste des évêques d'Elne liste des évêques de Perpignan Sous l'Ancien Régime, faisait partie du clergé "réputé étranger"                                 |
| 78 | Saint-Pons-de-Thomières Sancti Pontii Thomeriarum | Saint-Pons-de-Thomières                                            |              | 1317 (partition du diocèse de Narbonne)    | 1801 (diocèse de Carcassonne) |            | liste des évêques de Saint-Pons-de-Thomières |
| 79 | Uzès Uticensis                                    | Uzès                                                               |              | Ve siècle (partition du diocèse de Nîmes)  | 1801 (diocèse de Nîmes)       |            | liste des évêques d'Uzès |

### XII - Paris
La province ecclésiastique de Paris (Provincia parisiensis) fut créée en 1622, par le pape Grégoire XV, par partition de la province ecclésiastique de Sens.
| N° | Nom de l'évêché       | Siège    | Localisation | Fondation                               | Suppression (Rattachement) | Territoire                            | Notes                                                                                           |
| -- | --------------------- | -------- | ------------ | --------------------------------------- | -------------------------- | ------------------------------------- | ----------------------------------------------------------------------------------------------- |
| 80 | PARIS Parisiensis     | Paris    |              | IIIe siècle. Métropolitain en 1622.     |                            | Correspondait à la cité des Parisii.  | Titres civils : duc de Saint-Cloud ; pair de France liste des évêques puis archevêques de Paris |
| 81 | Blois Blesensis       | Blois    |              | 1697 (partition du diocèse de Chartres) |                            |                                       | liste des évêques de Blois                                                                      |
| 82 | Chartres Carnutensis  | Chartres |              | IIIe siècle                             |                            | Correspondait à la cité des Carnutes. | liste des évêques de Chartres                                                                   |
| 83 | Meaux Meldensis       | Meaux    |              | IVe siècle                              |                            | Correspondait à la cité des Meldes.   | liste des évêques de Meaux                                                                      |
| 84 | Orléans Aurelianensis | Orléans  |              | IIIe siècle                             |                            |                                       | liste des évêques d'Orléans                                                                     |

### XIII - Reims
La province ecclésiastique de Reims était réputée correspondre à la Belgique seconde (provincia belgica secunda).
| N° | Nom de l'évêché        | Siège                                                 | Localisation | Fondation                                | Suppression (rattachement)                                          | Territoire                               | Notes |
| -- | ---------------------- | ----------------------------------------------------- | ------------ | ---------------------------------------- | ------------------------------------------------------------------- | ---------------------------------------- | --- |
| 85 | REIMS Remensis         | Reims                                                 |              | IIIe siècle                              |                                                                     | Correspondait à la cité des Rèmes        | Titres ecclésiastiques : primat de Belgique ; légat-né du Saint-Siège Titres civils : duc et pair de France liste des archevêques de Reims |
| 86 | Amiens Ambianensis     | Amiens                                                |              | IIIe siècle                              |                                                                     | Correspondait à la cité des Ambiens      | liste des évêques d'Amiens |
| 87 | Beauvais Bellovacensis | Beauvais                                              |              | IVe siècle                               |                                                                     | Correspondait à la cité des Bellovaques  | Titres civils : comte et pair de France ; châtelain de Beauvais liste des évêques de Beauvais                                              |
| 88 | Boulogne Boloniensis   | Boulogne-sur-Mer                                      |              | 1567 (division du diocèse de Thérouanne) | 1801 (diocèse d'Arras)                                              |                                          | liste des évêques de Boulogne |
| 89 | Châlons Catalaunensis  | Châlons-en-Champagne                                  |              | IVe siècle                               |                                                                     | Correspondait à la cité des Catalaunes   | Titres civils : comte et pair de France liste des évêques de Châlons (en Champagne)                                                        |
| 90 | Laon Laudunensis       | Laon                                                  |              | 487 (partition du diocèse de Reims)      | 1801 (diocèse de Soissons)                                          |                                          | Titres civils : duc et pair de France liste des évêques de Laon                                                                            |
| 91 | Noyon Noviomensis      | Vermand (av.531) Tournai (531-545) Noyon (depuis 545) |              | Ve siècle                                | 1801 (diocèse de Beauvais)                                          | Correspondait à la cité des Viromanduens | Le diocèse de Tournai lui est uni entre 614 (ou 627) et 1146 Titres civils : comte et pair de France liste des évêques de Noyon            |
| 92 | Senlis Silvanectensis  | Senlis                                                |              | IVe siècle                               | 1801 (diocèse de Beauvais)                                          | Correspondait à la cité des Silvanectes  | liste des évêques de Senlis |
| 93 | Soissons Suessionensis | Soissons                                              |              | IIIe siècle                              |                                                                     | Correspondait à la cité des Suessions    | liste des évêques de Soissons |
| 94 | Thérouanne Morinensis  | Thérouanne                                            |              | VIIe siècle                              | 1559 (diocèses de Saint-Omer et d'Ypres) 1567 (diocèse de Boulogne) | Correspondait à la cité des Morins       | La ville de Thérouanne est ruinée en 1553 Liste des évêques de Thérouanne                                                                  |

### XIV - Rouen
La province ecclésiastique de Rouen était réputée correspondre à la Lyonnaise seconde (provincia lugdunensis secunda), province présidiale.
| N°  | Nom de l'évêché          | Siège                     | Localisation | Fondation                          | Suppression (rattachement)  | Territoire                                       | Notes |
| --- | ------------------------ | ------------------------- | ------------ | ---------------------------------- | --------------------------- | ------------------------------------------------ | --- |
| 95  | ROUEN Rothomagensis      | Rouen                     |              | IIIe siècle                        |                             | Correspondait à la cité des Véliocasses          | Titre ecclésiastique : primat de Normandie Titres civils : comte de Dieppe, comte de Louviers liste des archevêques de Rouen |
| 96  | Avranches Abrincensis    | Avranches                 |              | Ve siècle                          | 1801 (diocèse de Coutances) | Correspondait à la cité des Abrincates           | liste des évêques d'Avranches                                                                                                |
| 97  | Bayeux Baiocensis        | Bayeux                    |              | IVe siècle                         |                             | Correspondait à la cité des Bajocasses           | liste des évêques de Bayeux                                                                                                  |
| 98  | Coutances Constantiensis | Coutances                 |              | vers 430                           |                             | Correspondait à la cité des Unelles              | liste des évêques de Coutances                                                                                               |
| 99  | Evreux Ebroicensis       | Evreux                    |              | IVe siècle                         |                             | Correspondait à la cité des Aulerques Eburovices | liste des évêques d'Évreux                                                                                                   |
| 100 | Lisieux Lexoviensis      | Lisieux                   |              | 538 (partition du diocèse d'Exmes) | 1801 (diocèse de Bayeux)    | Correspondait à la cité des Lexoviens            | Titre civil : comte de Lisieux liste des évêques de Lisieux                                                                  |
| 101 | Séez Sagiensis           | Exmes (jusqu'en 541) Sées |              | IIIe siècle                        |                             | Correspondait à la cité des Sagii                | liste des évêques de Séez |

### XV - Sens
La province ecclésiastique de Sens était réputée correspondre à la Lyonnaise quatrième (provincia lugdunensis quarta) ou Sénonie, province présidiale créée par l'empereur Gratien à partir de la partie occidentale de la Lyonnaise première.
Jusqu'en 1622, les évêchés de Paris, Orléans, Chartres et Meaux étaient suffragants de l'archevêché de Sens
| N°  | Nom de l'évêché          | Siège   | Localisation | Fondation   | Suppression (Rattachement) | Territoire                            | Notes                                               |
| --- | ------------------------ | ------- | ------------ | ----------- | -------------------------- | ------------------------------------- | --------------------------------------------------- |
| 102 | SENS Senonensis          | Sens    |              | IVe siècle  |                            | Correspondait à la cité des Sénons    | Titre civil : vicomte liste des archevêques de Sens |
| 103 | Auxerre Autissiodorensis | Auxerre |              | IIIe siècle | 1801 (diocèse de Sens)     |                                       | liste des évêques d'Auxerre                         |
| 104 | Nevers Nivernensis       | Nevers  |              | VIe siècle  |                            | Correspondait à la cité des Éduens    | liste des évêques de Nevers                         |
| 105 | Troyes Trecensis         | Troyes  |              | IVe siècle  |                            | Correspondait à la cité des Tricasses | liste des évêques de Troyes                         |

### XVI - Toulouse
| N°  | Nom de l'évêché            | Siège           | Localisation | Fondation                                              | Suppression (Rattachement)    | Territoire | Notes                                                                     |
| --- | -------------------------- | --------------- | ------------ | ------------------------------------------------------ | ----------------------------- | ---------- | ------------------------------------------------------------------------- |
| 106 | TOULOUSE Tolosana          | Toulouse        |              | IIIe siècle Métropolitain en 1317                      |                               |            | liste des évêques et archevêques de Toulouse                              |
| 107 | Lavaur Vaurensis           | Lavaur          |              | 1317 (partition du diocèse de Toulouse)                | 1801 (diocèse d'Albi)         |            | liste des évêques de Lavaur                                               |
| 108 | Lombez Lomberiensis        | Lombez          |              | 1317 (partition du diocèse de Toulouse)                | 1801 (diocèse de Toulouse)    |            | liste des évêques de Lombez                                               |
| 109 | Montauban Montis Albani    | Montauban       |              | 1317 (partition des diocèses de Toulouse et de Cahors) |                               |            | liste des évêques de Montauban                                            |
| 110 | Mirepoix Mirapicensis      | Mirepoix        |              | 1317 (partition du diocèse de Pamiers)                 | 1801 (diocèse de Pamiers)     |            | liste des évêques de Mirepoix                                             |
| 111 | Pamiers Apamiensis         | Pamiers         |              | 1295 (partition du diocèse de Toulouse)                |                               |            | Titre civil : président-né des États de Foix liste des évêques de Pamiers |
| 112 | Rieux Rivensis             | Rieux-Volvestre |              | 1317 (partition du diocèse de Toulouse)                | 1801 (diocèse de Toulouse)    |            | liste des évêques de Rieux                                                |
| 113 | Saint-Papoul Sancti Papuli | Saint-Papoul    |              | 1317 (partition du diocèse de Pamiers)                 | 1801 (diocèse de Carcassonne) |            | liste des évêques de Saint-Papoul                                         |

### XVII - Tours
La province ecclésiastique de Tours était réputée correspondre à la Lyonnaise troisième (provincia lugdunensis tertia), province présidiale créée par l'empereur Gratien à partir de la portion sud-ouest de la Lyonnaise seconde.
| N°  | Nom de l'évêché            | Siège             | Localisation | Fondation   | Suppression (Rattachement)     | Territoire                                        | Notes |
| --- | -------------------------- | ----------------- | ------------ | ----------- | ------------------------------ | ------------------------------------------------- | --- |
| 114 | TOURS Turonensis           | Tours             |              | IIIe siècle |                                | Correspondait à la cité des Turones               | liste des archevêques de Tours |
| 115 | Angers Andegavensis        | Angers            |              | IVe siècle  |                                | Correspondait à la cité des Andécaves             | liste des évêques d'Angers |
| 116 | Cornouaille Corisopitensis | Quimper           |              | Ve siècle   |                                | Correspondait à une partie de la cité des Osismes | Titre civil : comte liste des évêques de Cornouaille |
| 117 | Dol Dolensis               | Dol-de-Bretagne   |              | 848         | 1801 (diocèse de Rennes)       |                                                   | Ancienne abbaye devenue évêché à l'époque du roi Nominoë. Les Bretons l'ont tenu alors pour leur archevêché Titre civil : comte liste des archevêques et évêques de Dol |
| 118 | Le Mans Cenomanensis       | Le Mans           |              | Ve siècle   |                                | Correspondait à la cité des Cénomans              | liste des évêques du Mans |
| 119 | Léon Leonensis             | Saint-Pol-de-Léon |              | VIe siècle  | 1801 (diocèse de Quimper)      | Correspondait à une partie de la cité des Osismes | Titre civil : comte liste des évêques de Léon |
| 120 | Nantes Nannetensis         | Nantes            |              | IIIe siècle |                                | Correspondait à la cité des Namnètes              | liste des évêques de Nantes |
| 121 | Rennes Rhedonensis         | Rennes            |              | IIIe siècle |                                | Correspondait à la cité des Riedones              | liste des archevêques de Rennes |
| 122 | Saint-Brieuc Briocensis    | Saint-Brieuc      |              | Ve siècle   |                                |                                                   | liste des évêques de Saint-Brieuc |
| 123 | Saint-Malo Maclovensis     | Aleth Saint-Malo  |              | VIe siècle  | 1801 (diocèse de Rennes)       | Correspondait à la cité des Coriosolites          | Titre civil : baron de Beugnon liste des évêques de Saint-Malo |
| 124 | Tréguier Trecorensis       | Tréguier          |              | vers 542    | 1801 (diocèse de Saint-Brieuc) | Correspondait à une partie de la cité des Osismes | Titre civil : comte liste des évêques de Tréguier |
| 125 | Vannes Venetensis          | Vannes            |              | Ve siècle   |                                | Correspondait à la cité des Vénètes               | liste des évêques de Vannes |

### XVIII - Vienne
La province ecclésiastique de Vienne était réputé correspondre à la Viennoise (provincia viennensis).
| N°  | Nom de l'évêché           | Siège                                | Localisation | Fondation                               | Suppression (Rattachement)                          | Territoire                                                 | Notes                                                                  |
| --- | ------------------------- | ------------------------------------ | ------------ | --------------------------------------- | --------------------------------------------------- | ---------------------------------------------------------- | ---------------------------------------------------------------------- |
| 126 | VIENNE Viennensis         | Vienne                               |              | IIe siècle                              | 1801 (diocèse de Grenoble)                          |                                                            | Titre civil : comte Liste des évêques et archevêques de Vienne         |
| 127 | ** Chambéry Camberiensis  | Chambéry                             |              | 1779 (partition du diocèse de Grenoble) |                                                     | Correspondait à la partie savoyarde du diocèse de Grenoble |                                                                        |
| 128 | Die Diensis               | Die                                  |              | avant 325                               | 1275-1687 (uni à Valence) 1801 (diocèse de Valence) |                                                            | Titre civil : comte liste des évêques de Die                           |
| 129 | * Genève Genevensis       | Genève Annecy (depuis 1569)          |              | IVe siècle                              |                                                     | Quelques paroisses en France en 1789                       |                                                                        |
| 130 | Grenoble Gratianopolitana | Grenoble                             |              | IVe siècle                              |                                                     |                                                            | Titre civil : prince de Grésivaudan liste des évêques de Grenoble      |
| 131 | Nyon ?                    | Nyon                                 |              | IVe siècle                              |                                                     |                                                            | Probable diocèse, sur la rive droite du Rhône, face à Genève           |
| 132 | Valence Valentinensis     | Valence                              |              | avant 347                               |                                                     |                                                            | Titre civil : comte liste des évêques de Valence                       |
| 133 | Viviers Vivariensis       | Alba-la-Romaine Viviers (depuis 475) |              | IVe siècle                              |                                                     |                                                            | Titres civils : comte ; prince de Donzère liste des évêques de Viviers |

## Provinces étrangères comportant une juridiction en France

### XIX - Evêchés dépendants directement du Saint-Siège
| N°  | Nom de l'évêché        | Siège                          | Localisation | Fondation   | Suppression (Rattachement) | Territoire                                                           | Notes                                                          |
| --- | ---------------------- | ------------------------------ | ------------ | ----------- | -------------------------- | -------------------------------------------------------------------- | -------------------------------------------------------------- |
| 134 | Québec Quebecensis     | Québec                         |              | 1674        |                            | Nouvelle France, partie d'Amérique du Nord sous domination française | Vicariat apostolique en 1658                                   |
| 135 | Le Puy Aniciensis      | Le Puy-en-Velay                |              | IIIe siècle |                            |                                                                      | Titre civil : comte du Velay liste des évêques du Puy-en-Velay |
| 136 | Bethléem Bethleemitana | Bethléem Clamecy (depuis 1211) |              | 1010        | 1801 (diocèse de Nevers)   | Hôtel-Dieu de Panthénor, à Clamecy                                   | liste des évêques de Bethléem                                  |

### XX - Province d'Avignon
À la mort de l'archevêque d'Arles Philippe de Lévis (1475), le pape Sixte IV réduit l'archidiocèse d'Arles : il détache le diocèse d'Avignon de la province d'Arles, l'érige en archevêché et lui attribue comme suffragants les évêchés comtadins de Carpentras, Cavaillon et Vaison.
| N°  | Nom de l'évêché                | Siège             | Localisation | Fondation                        | Suppression (Rattachement) | Territoire | Notes                                      |
| --- | ------------------------------ | ----------------- | ------------ | -------------------------------- | -------------------------- | ---------- | ------------------------------------------ |
| 137 | * AVIGNON Avenionensis         | Avignon           |              | IVe siècle Métropolitain en 1475 |                            |            | liste des évêques et archevêques d'Avignon |
| 138 | * Carpentras Carpentoractensis | Carpentras        |              | IVe siècle                       | 1801 (diocèse d'Avignon)   |            | liste des évêques de Carpentras            |
| 139 | * Cavaillon Cavallicensis      | Cavaillon         |              | IVe siècle                       | 1801 (diocèse d'Avignon)   |            | liste des évêques de Cavaillon             |
| 140 | * Vaison Vasionensis           | Vaison-la-Romaine |              | IVe siècle                       | 1801 (diocèse d'Avignon)   |            | liste des évêques de Vaison                |

### XXI - Province de Cologne
| N°  | Nom de l'évêché  | Siège | Localisation | Fondation  | Suppression (Rattachement)   | Territoire                              | Notes                                             |
| --- | ---------------- | ----- | ------------ | ---------- | ---------------------------- | --------------------------------------- | ------------------------------------------------- |
| 141 | Liège Leodiensis | Liège |              | IVe siècle | 1801 (Archidiocèse de Reims) | Vallée de la Meuse entre Revin et Givet | Liste des évêques de Tongres, Maastricht et Liège |

### XXII - Province de Gênes
| N°  | Nom de l'évêché                       | Siège               | Localisation | Fondation  | Suppression (Rattachement) | Territoire | Notes                        |
| --- | ------------------------------------- | ------------------- | ------------ | ---------- | -------------------------- | ---------- | ---------------------------- |
| 142 | Accia Acciensis                       | Accia (Quercitello) |              | 1133       | 1563 (diocèse de Mariana)  |            | liste des évêques d'Accia    |
| 143 | Mariana Marianensis in insula Corsica | La Canonica Bastia  |              | IVe siècle | 1801 (diocèse d'Ajaccio)   |            | liste des évêques de Mariana |
| 144 | Nebbio Nebiensis                      | Saint-Florent       |              | Ve siècle  | 1801 (diocèse d'Ajaccio)   |            | liste de évêques de Nebbio   |

### XXIII - Province de Malines
Cette province fut érigée en 1559, après la réorganisation des diocèses des Pays-Bas Espagnols, par partition de la province de Reims.
| N°  | Nom de l'évêché              | Siège       | Localisation | Fondation                                            | Suppression (Rattachement)                                          | Territoire | Notes                            |
| --- | ---------------------------- | ----------- | ------------ | ---------------------------------------------------- | ------------------------------------------------------------------- | ---------- | -------------------------------- |
| 145 | ** MALINES Mechliniensis     | Malines     |              | 1559 (partition des diocèses de Cambrai et de Liège) |                                                                     |            | liste des archevêques de Malines |
| 146 | ** Anvers Andverpiensis      | Anvers      |              | 1559 (partition du diocèse de Cambrai)               |                                                                     |            | liste des évêques d'Anvers       |
| 147 | ** Bois-le-Duc Buscoducensis | Bois-le-Duc |              | 1559 (partition du diocèse de Liège)                 |                                                                     |            | liste des évêques de Bois-le-Duc |
| 148 | ** Bruges Brugensis          | Bruges      |              | 1559 (partition du diocèse de Tournai)               | 1801 (diocèse de Gand), rétabli en 1834                             |            | liste des évêques de Bruges      |
| 149 | ** Gand Gandavensis          | Gand        |              | 1559 (partition du diocèse de Tournai)               | 1801 (diocèse de Liège), rétabli en 1853                            |            | liste des évêques de Gand        |
| 150 | ** Ruremonde Ruremundensis   | Ruremonde   |              | 1559 (partition du diocèse de Liège)                 | 1646 (vicariat apostolique de Bois-le-Duc en 1657), rétabli en 1853 |            | liste des évêques de Ruremonde   |
| 151 | * Ypres Yprensis             | Ypres       |              | 1559 (division du diocèse de Thérouanne)             | 1801 (diocèses de Cambrai et de Gand)                               |            | liste des évêques d'Ypres        |

### XXIV - Province de Mayence
| N°  | Nom de l'évêché            | Siège      | Localisation | Fondation  | Suppression (Rattachement) | Territoire                                           | Notes                                                                |
| --- | -------------------------- | ---------- | ------------ | ---------- | -------------------------- | ---------------------------------------------------- | -------------------------------------------------------------------- |
| 152 | * Spire Spirensis          | Spire      |              | 346        |                            | Le cinquième nord de l'Alsace relevait de ce diocèse | Liste des évêques de Spire                                           |
| 153 | Strasbourg Argentoratensis | Strasbourg |              | IVe siècle |                            |                                                      | L'évêque de Strasbourg était prince. Liste des évêques de Strasbourg |

### XXV - Province de Pise
L'archevêque de Pise est "Primat de Corse et de Sardaigne". Dans l'Antiquité et la première moitié du Moyen Âge, c'était l'évêque de Rome qui était archevêque pour la Corse.
| N°  | Nom de l'évêché    | Siège                                       | Localisation | Fondation   | Suppression (Rattachement) | Territoire | Notes                       |
| --- | ------------------ | ------------------------------------------- | ------------ | ----------- | -------------------------- | ---------- | --------------------------- |
| 154 | Aleria Aleriensis  | Aleria                                      |              | VIe siècle  | 1801 (diocèse d'Ajaccio)   |            | liste des évêques d'Aléria  |
| 155 | Ajaccio Adiacensis | Ajaccio                                     |              | IIIe siècle |                            |            | liste des évêques d'Ajaccio |
| 156 | Sagone Sagonensis  | Sagone Vico (1569-1625) Calvi (depuis 1625) |              | VIe siècle  | 1801 (diocèse d'Ajaccio)   |            | liste des évêques de Sagone |

### XXVI - Province de Tarragone
| N°  | Nom de l'évêché      | Siège           | Localisation | Fondation  | Suppression (Rattachement)       | Territoire                          | Notes                      |
| --- | -------------------- | --------------- | ------------ | ---------- | -------------------------------- | ----------------------------------- | -------------------------- |
| 157 | * Urgell Urgellensis | La Seu d'Urgell |              | IVe siècle | 1801 (diocèse de Perpignan-Elne) | Cerdagne française (Haute Cerdagne) | liste des évêques d'Urgell |

### XXVII - Province de Trèves
| N°  | Nom de l'évêché             | Siège                | Localisation | Fondation                              | Suppression (Rattachement) | Territoire | Notes                                                                |
| --- | --------------------------- | -------------------- | ------------ | -------------------------------------- | -------------------------- | ---------- | -------------------------------------------------------------------- |
| 158 | * TREVES Tevirensis         | Trèves               |              | IIe siècle Métropolitain au VIe siècle |                            |            |                                                                      |
| 159 | Metz Metensis               | Metz                 |              | IIIe siècle                            |                            |            | Titre civil : prince liste des évêques de Metz                       |
| 160 | Nancy Naceiensis            | Nancy                |              | 1777 (partition du diocèse de Toul)    |                            |            | Titre ecclésiastique : primat de Lorraine liste des évêques de Nancy |
| 161 | Saint-Dié Sanctis Deodatiis | Saint-Dié-des-Vosges |              | 1777 (partition du diocèse de Toul)    |                            |            | liste des évêques de Saint-Dié                                       |
| 162 | Toul Tullensis              | Toul                 |              | IVe siècle                             | 1801 (diocèse de Nancy)    |            | Titre civil : comte liste des évêques de Toul                        |
| 163 | Verdun Verodunensis         | Verdun               |              | IVe siècle                             |                            |            | Titre civil : comte liste des évêques de Verdun                      |

## Province extérieure à la France en 1790

### XXVIII - Province de Tarentaise
Cette province a été créée en 794 par partition de la province de Vienne.
| N°  | Nom de l'évêché              | Siège                                | Localisation | Fondation                      | Suppression (Rattachement)                  | Territoire             | Notes                               |
| --- | ---------------------------- | ------------------------------------ | ------------ | ------------------------------ | ------------------------------------------- | ---------------------- | ----------------------------------- |
| 164 | ** TARENTAISE Tarantasiensis | Moûtiers                             |              | Ve siècle Métropolitain en 794 | 1801 (diocèse de Chambéry), rétabli en 1825 | Vallée de Tarentaise   | liste des archevêques de Tarentaise |
| 165 | ** Aoste Augustana           | Aoste                                |              | IVe siècle                     |                                             | Val d'Aoste            | liste des évêques d'Aoste           |
| 166 | ** Maurienne Maurianensis    | Saint-Jean-de-Maurienne              |              | VIe siècle                     | 1801 (diocèse de Chambéry), rétabli en 1825 | Vallée de la Maurienne | liste des évêques de Maurienne      |
| 167 | ** Sion Sedunensis           | Octodure Sion (depuis le VIe siècle) |              | IVe siècle                     |                                             | Vallée du Valais       | liste des évêques de Sion           |

## Autres diocèses ayant des paroisses en France
Tout ou partie de ces diocèses s'étendait sur des territoires actuellement français.
- Diocèse de Pampelune